# Kerta (patak)
A Kerta-patak vagy Kerta a Göcsej egyik vízfolyása. Nova külterületén, de Szilvágy közigazgatási határa közelében (46.718395, 16.650175) ered, s Mikekarácsonyfa határában (46.661667, 16.698365) ömlik a Csertába. A Kerta vidéke gazdag növényekben és halfajokban is.
Nova területén több időszakos vízfolyás is folyik a Kertába a környező dombok vápáin; egyik állandó mellékvize az Imre-patak. A Kerta felduzzasztásával hozták létre a Novától nyugatra található víztározót, a Novai-tavat. Ugyancsak Nován egy másik, úgynevezett jóléti víztározó kiépítését is megkezdték 2020 szeptemberében a patak völgyében a település déli részén.

## Part menti települések
- Nova
- Mikekarácsonyfa